# Bernard von Zedlitz
Bernard z Czedlicz (niem. Bernard von Zedlitz, łac. Bernhardo de Czedlicz, żył w XIV w.) – śląski rycerz, burgrabia Książa.

## Życiorys
Według zapisek rocznikarskich w 1355 r. Bolko II miał zdobyć castrum Fürstinberg (zamek Książ) z rąk Kekelona von Czirn. A rok później Bernard von Zedlitz został odnotowany jako burgrabia zamku Furstenstyn (Książ), podobnie w 1360 roku. Niemniej jeszcze na początku 1366 r. wzmiankowany był w dokumentach jako Bernhardo de Furstenberg purcgrave. Nie zmienia to faktu, że w tym samym roku wielokrotnie odnotowywany został jako herr Bernhard von Furstenstein lub Bernhardo de Czedlicz burgrabio de Furstenstein militibus.